# El'covskij rajon
L'El'covskij rajon (in russo Ельцовский район?) è un rajon del kraj dell'Altaj, nella Russia asiatica.